# Aeroporto de Belo Jardim
O Aeroporto de Belo Jardim (IATA: ***, ICAO: SNBJ) é um aeroporto localizado na cidade de Belo Jardim, no estado de Pernambuco. Situado a 174 quilômetros da capital Recife.
A pista encontra-se fechada desde 2012, quando o Estado não renovou o seu registro. O pequeno aeródromo contava com uma pista asfaltada, balizamento noturno dotado de farol rotativo, luzes de pista e biruta iluminada. Há ainda um pequeno terminal de passageiros Abandonado e um hangar na mesma situação. A Pista Atualmente é pública , sendo usada para corrida de carros e motos ,é também serve de ligação para uma rua na cidade.